# Trapecio (álbum)
Trapecio es el quinto álbum de estudio, y séptimo en la cronología, de la banda chilena Saiko, siendo el primero desde la reintegración a la banda de dos de sus miembros históricos: la vocalista Denisse Malebrán y el tecladista Rodrigo Aboitiz en el año 2012. Se recupera parte de su formación original junto al bajista Luciano Rojas, además del baterista Roberto Bosch y  el guitarrista Paulo Ahumada.
Este álbum se financió mediante un proceso de micromecenazgo, siendo lanzado en agosto del año 2013 celebrando los 15 años de la banda, volviendo al sonido Synth Pop de los primeros álbumes, según lo indicado por Luciano Rojas en una entrevista al diario La Segunda:«Este disco resume las tres tendencias que vuelven a reunirse: Coti con la electrónica, yo, con una banda de guitarras, bajo y batería, y la voz de Denisse, que es cercana incluso a lo folclórico».
Malebrán indica que en una entrevista que el nombre del álbum:
«Principalmente por el estado de suspensión, fragilidad e inestabilidad en la que enfrentamos muchos desafíos. De cierta forma todos los que habitamos en este mundo de luces vivimos  más en el aire que en la tierra. Emocionalmente también hay mucho de pegar el salto y caer, con o sin red».
El álbum fue lanzado el 22 de agosto de 2013 en Santiago y el día 24 en Valparaíso.
Es el primer álbum de la banda lanzado en formato de disco de vinilo, pensado para coleccionistas.
El diseño portada del álbum estuvo a cargo de Roberto Cuello.

## Sencillos
El álbum tuvo tres sencillos Tu voz, Es tan lógico y Alud; siendo este último el único que posee un video musical, realizado con la cámara sensor del sistema Kinect de la consola de videojuegos Xbox, este fue dirigido por Leonardo Medel de los estudios MERCED.

## Lista de canciones
Todas las letras escritas por Denisse Malebrán, toda la música compuesta por Rodrigo Aboitiz, Denisse Malebrán y Luciano Rojas. 
| Trapecio (Versión en CD y Descarga Digital) |                   |          |  |
| N.º                                         | Título            | Duración |  |
| 1.                                          | «Trapecio»        | 4:01     |  |
| 2.                                          | «Es tan lógico»   | 3:48     |  |
| 3.                                          | «Cuál es tu plan» | 3:35     |  |
| 4.                                          | «Ojal vacío»      | 3:22     |  |
| 5.                                          | «Papeles viejos»  | 4:28     |  |
| 6.                                          | «Alud»            | 3:53     |  |
| 7.                                          | «Quimera»         | 4:17     |  |
| 8.                                          | «Ábaco»           | 4:04     |  |
| 9.                                          | «Tu Voz»          | 2:55     |  |
| 10.                                         | «Totem»           | 4:47     |  |
| 39 min.                                     |                   |          |  |

| Trapecio (edición en disco de vinilo, lado A) |                   |          |  |
| N.º                                           | Título            | Duración |  |
| 1.                                            | «Trapecio»        | 4:01     |  |
| 2.                                            | «Cuál es tu plan» | 3:35     |  |
| 3.                                            | «Ojal vacío»      | 3:22     |  |
| 4.                                            | «Papeles viejos»  | 4:28     |  |
| 5.                                            | «Alud»            | 3:53     |  |

| Trapecio (edición en disco de vinilo, lado B) |                 |          |  |
| N.º                                           | Título          | Duración |  |
| 1.                                            | «Es tan lógico» | 3:48     |  |
| 2.                                            | «Quimera»       | 4:17     |  |
| 3.                                            | «Ábaco»         | 4:04     |  |
| 4.                                            | «Tu Voz»        | 2:55     |  |
| 5.                                            | «Totem»         | 4:47     |  |